# Onofre Marimón
Onofre Agustín Marimón, surnommé Pinocho, né le 19 décembre 1923 à Zárate (province de Buenos Aires) et mort le 31 juillet 1954 au Nürburgring (Allemagne), est un pilote automobile argentin. Il a disputé onze Grands Prix de Formule 1, entre 1951 et 1954, signé un meilleur tour en course, inscrit huit points et s'est classé 11e du championnat du monde 1953. Il est mort à l'âge de 30 ans d'un accident durant les essais du GP d'Allemagne.

## Carrière
Marimón débute en compétition automobile en Argentine. En 1950, il remporte la course de Mar del Plata. L'année suivante, comme la plupart des pilotes sud-américains, il poursuit sa carrière en Europe et dispute sa première course de Formule 1 lors du GP de France 1951, au volant d'une Maserati Milano 4CLT/50. Il est contraint à l'abandon à la suite d'une rupture mécanique. Il court occasionnellement en Formule 2. En 1953, il dispute les 24 Heures du Mans avec son compatriote José Froilán González, puis remplace Juan Manuel Fangio, dont il était le protégé, dans l'écurie Maserati de Formule 1 lors de certaines courses hors-championnat avant d'être titularisé en championnat du monde.
Lors de la première épreuve, en Belgique, Onofre décroche la troisième place, sur Maserati A6GCM, en profitant de l'abandon de Fangio sur casse moteur dans le dernier tour. En six Grands Prix, il se qualifie toujours dans les huit premiers, mais il ne peut réitérer sa performance de Spa, abandonnant à quatre reprises. En fin de saison, le pilote argentin dispute l'épreuve de Formule 2 de Modène, et termine second derrière Fangio. 
En 1954, il dispute de nombreuses courses hors-championnat (victoire au Grand Prix de Rome) puis, lorsque Fangio signe chez Mercedes-Benz, se retrouve leader de l'équipe Maserati. Lors des Grands Prix d'Argentine, de Belgique et de France, Onofre se qualifie en 6e, 4e et 5e place mais il ne voit jamais le drapeau à damiers. En Grande-Bretagne, il rate sa qualification et doit s'élancer en 28e position. Onofre réalise le meilleur tour en course et termine à une magnifique troisième place derrière José Froilán González et Mike Hawthorn.
Malheureusement, le 31 juillet 1954, durant les essais du Grand Prix d'Allemagne au Nürburgring, Onofre Marimón rate un virage dans la descente vers Adenau, passe par-dessus une haie et s'écrase au bas d'un talus. Le pilote argentin décède sur le coup. Il est le premier pilote à se tuer au volant d'une Formule 1 dans le cadre d'une épreuve du championnat du monde.

## Résultats en championnat du monde de Formule 1
| Saison | Écurie                    | Châssis                 | Moteur                        | Pneus   | GP disputés | Meilleurs tours | Points inscrits | Classement |
| ------ | ------------------------- | ----------------------- | ----------------------------- | ------- | ----------- | --------------- | --------------- | ---------- |
| 1951   | Scuderia Milano           | Maserati Milano 4CLT/50 | Maserati 4 en ligne compressé | Pirelli | 1           | 0               | 0               | n.c.       |
| 1953   | Officine Alfieri Maserati | Maserati A6GCM          | Maserati 6 en ligne           | Pirelli | 6           | 0               | 4               | 11e        |
| 1954   | Officine Alfieri Maserati | Maserati 250F           | Maserati 6 en ligne           | Pirelli | 4           | 1               | 4,14            | 14e        |

- 1951 : GP de France, abandon casse moteur
- 1953 : GP de Belgique, 3e
- 1953 : GP de France, 9e
- 1953 : GP de Grande-Bretagne, abandon casse moteur
- 1953 : GP d'Allemagne, abandon problème de suspension
- 1953 : GP de Suisse, abandon fuite d'huile
- 1953 : GP d'Italie, abandon sur accrochage
- 1954 : GP d'Argentine, abandon sur accident
- 1954 : GP de Belgique, abandon sur bris de soupape
- 1954 : GP de France, abandon problème de boîte de vitesses
- 1954 : GP de Grande-Bretagne, 3e

## Résultats aux 24 Heures du Mans
| Année | Voiture            | Équipe        | Équipier              | Résultat |
| ----- | ------------------ | ------------- | --------------------- | -------- |
| 1951  | Talbot-Lago T26 GS | Henri Louveau | José Froilán González | Abandon  |
| 1953  | Alfa Romeo 6C      | Alfa Romeo    | Juan Manuel Fangio    | Abandon  |